# Лёвенштайн, Руперт
Руперт Лёвенштайн (нем. и англ. Rupert Loewenstein; полное имя Руперт Людвиг Фердинанд Фридрих Константин Лофредо Леопольд Херберт Максимилиан Хуберт Йоханн Генрих цу Лёвенштайн-Вертхайм-Фройденберг, граф фон Лёвенштайн-Шарффенек (нем. Rupert Lüdwig Ferdinand Friedrich Konstantin Lofredo Leopold Herbert Maximilian Hubert Johann Heinrich zu Löwenstein-Wertheim-Freudenberg, Graf von Löwenstein-Scharffeneck); 24 августа 1933, Пальма-де-Мальорка, Балеарские острова, Испания — 20 мая 2014, Лондон, Великобритания) — финансовый менеджер рок-группы The Rolling Stones, происходивший из морганатической ветви медиатизованного княжеского рода Левенштайн-Вертхаймов.

## Биография
Руперт Лёвенштайн родился 24 августа 1933 года в Пальма-де-Мальорка в дворянской семье, принадлежавшей к семье графов фон Лёвенштайн-Шарффенек (Grafen von Loewenstein-Scharffeneck) — морганатической ветви князей Лёвенштайн-Вертхайм-Фрейденбергов (Fuersten zu Loewenstein-Wertheim-Freudenberg). Детство провёл во Франции. В 1940 году брак его родителей был расторгнут. Руперт и его мать уехали в Англию, опасаясь гонений со стороны оккупировавших страну нацистов (у обоих его родителей были еврейские корни). Получил образование в престижном колледже Лондона, а позже — в Оксфордском университете. Работал брокером в инвестиционной компании «Bache & Co», затем с несколькими бывшими сокурсниками открыл собственный бизнес в кредитно-финансовой сфере. В делах сопутствовал успех, и в 1981 году предприниматель организовал собственное предприятие Rupert Loewenstein Ltd.
В 1968 году Лёвенштайн становится бизнес-консультантом и финансовым менеджером группы Rolling Stones. Он был представлен Мику Джаггеру одним из знакомых, арт-менеджером Кристофером Гиббсом. Джаггер обратился к финансисту с просьбой проконтролировать деятельность менеджера группы Алана Кляйна, который, по мнению музыканта, присвоил более половины доходов от продажи предыдущего альбома. Банкир сумел к 1972 году расторгнуть кабальный контракт с Кляйном, хотя судебные тяжбы продолжались ещё 18 лет). Именно Лёвенштайну приписывают становление Rolling Stones как «мирового бренда и одной из самых богатых групп в мире». Он, в частности, находил возможность максимально использовать налоговые льготы, убедил музыкантов декларировать свои гонорары не в Англии, а на юге Франции, направлял часть доходов через офшорные компании. Всё это помогло музыкантам избежать крупных платежей по налогу на доходы, ставка по которому в Великобритании 1970-х годов для отдельных категорий граждан превышала 80 процентов. Кроме того, Лёвенштайн запатентовал знаменитый логотип группы — красный язык, начал привлекать для гастролей спонсоров, заключил успешные контракты с Microsoft и Apple на использование музыки Rolling Stones в рекламных кампаниях. Первый ощутимый финансовый результат был достигнут в ходе туров 1981—1982 годов, которые обеспечили большие кассовые сборы при минимальных налоговых вычетах. Однако рекордным стал тур в продвижение альбома Steel Wheels в 1989 году, собравший 260 миллионов долларов.
Себя Лёвенштайн считал смесью «банковского менеджера, психиатра и няньки», а в прессе его называли «Rupie the Groupie». При этом Лёвенштейн никогда не любил творчество Rolling Stones, предпочитая классическую музыку. Если бы ему и пришлось слушать рок-н-ролл, он выбрал бы The Beatles.

Финансист вёл дела Мика Джаггера в бракоразводном процессе с Джерри Холл. Ему удалось практически полностью отстоять состояние музыканта, которое, в результате сотрудничества с Лёвенштейном, достигло 200 миллионов долларов. В 1980-е и 1990-е годы предотвращал практически неминуемый распад группы. Успешное сотрудничество с The Rolling Stones обеспечило интерес к Лёвенштайну других знаменитостей: в частности, некоторое время он работал с группой Pink Floyd. Кит Ричардс так характеризовал финансиста в 2002 году:
Он великий финансовый мозг на рынке. Он играет там так, как я играю на гитаре. Его производительность равна маленькой нефтяной скважине. <...> Пока на лице Руперта улыбка — я сохраняю спокойствие.

## Личная жизнь
В 1957 году Лёвенштайн женился на 26-летней столбовой дворянке Жозефине Клэр Лоури-Корри. У пары было трое детей:
- Рудольф Амадеус Джозеф Карл Людвиг Эммануэль (род. 17 ноября 1957 года) — католический священник;
- Конрад Фридрих Фердинанд Иоганн Оттакар Сильвестр (род. 26 ноября 1958 года) — католический священник;
- Мария Феодора Марджори (род. 11 июля 1966 года) — руководит семейным бизнесом[8].

Глубоко верующий человек, Лёвенштайн был убежденным приверженцем традиционной литургии, автором публикаций в её защиту. Он состоял в Обществе латинской Мессы Англии и Уэльса, а также являлся президентом Британской ассоциации Мальтийского ордена.

В 2013 году опубликовал автобиографию: «A Prince Among the Stones: That Business with The Rolling Stones and Other Adventures» (рус. Князь среди Камней: Бизнес с The Rolling Stones и другие приключения), где достаточно откровенно рассказал о минимизации налогообложения группы: он упоминал мешки с наличными деньгами, получаемые музыкантами после концертов, переход из налоговых резидентов Англии во Францию и так далее. Это вызвало открытое недовольство Мика Джагера:
Назовите меня старомодным, но я не думаю что бывший банковский менеджер мог бы обсуждать ваши финансовые сделки и личную информацию публично.
Несколько последних лет страдал болезнью Паркинсона. Умер 20 мая 2014 года.